# Annay-la-Côte
Annay-la-Côte è un comune francese di 369 abitanti situato nel dipartimento della Yonne nella regione della Borgogna-Franca Contea.

## Società

### Evoluzione demografica
Abitanti censiti